# Charlie Christian
Charlie Henry Christian (ur. 29 lipca 1916 w Bonham, zm. 2 marca 1942 w Nowym Jorku) – amerykański gitarzysta jazzowy, twórca i główny architekt współczesnego gitarowego jazzu, pierwszy solista grający na gitarze elektrycznej.
Dzięki Christianowi gitara elektryczna zaistniała jako ważny instrument solowy na równi z saksofonem, trąbką czy klarnetem, oferujący zbliżony poziom ekspresji i natężenia dźwięku. Swoją grą wpłynął na licznych muzyków, aż po czasy Jimiego Hendriksa i Erica Claptona. W 1990 został wprowadzony do Rock and Roll Hall of Fame.